# José Guedes de Carvalho e Meneses
José Guedes de Carvalho e Meneses da Costa, 1.º Conde da Costa (Amarante, 19 de maio de 1814 - Lisboa, 10 de dezembro de 1879) foi um nobre, militar e administrador colonial português. Foi governador de Cabo Verde, entre 1864 e 1869. Entre 1874 e 1877, foi governador de Moçambique. Era irmão de Vasco Guedes de Carvalho e Meneses, governador da Índia Portuguesa.